# プレビ
プレビ株式会社（PLABI co.ltd）は、かつて存在した茨城県日立市に本社を置き、アミューズメント施設（PLABI・こころっこ等）の運営、屋内遊園地「ママスマイル」の運営、映画館などのシネマコンプレックスの運営や、アミューズメント機器類の製作・企画・販売などを手掛けていた企業。株式会社GENDA GiGO Entertainmentの完全子会社であった。
以前は、スマーク伊勢崎のプレビ劇場でシネマコンプレックスの運営を行っていた。また、郊外店舗が存在したが今ではほぼ全店がショッピングモールなどのSC内に入居する業態に転換されている。
アミューズメント事業では、商業施設のテナント内に入居する直営店45店舗、しまむらの店舗に隣接しているゲームコーナーなど無人店363店舗がある。
なお、過去にはタイトーステーションFC契約店があったが、現在運営している店舗は全てにおいてプレビ直営である。
2024年2月1日付で、GENDA GiGO Entertainmentがプレビ株式会社の発行株式の82.45%を取得し連結子会社化したが、同年4月26日にGENDA GiGO Entertainmentの完全子会社となった後、同年6月1日付でGENDA GiGO Entertainmentに吸収合併され、プレビは解散。プレビが運営していた店舗はGENDA GiGO Entertainment直轄による運営となった。

## 概要
1965年9月に茨城県日立市幸町に有限会社中外貿易を設立したのが始まり。その後、室内スポーツ場の経営・輸入諸機械の販売・賃貸の業務を目的に資本金200万円で株式会社中外貿易を開設。
その後、1973年4月にアミューズメント施設「ジョイカム日立店」を茨城県日立市弁天町に開設。その後の1988年5月に株式会社しまむらと同社の店舗内に設置するゲームコーナーの運営に関する契約を締結。1991年10月にはイトーヨーカドー日立店に「こころっこ日立店」(現：プレビ日立)を開設し、ビデオシアター「シネフェスタ」を併設。
2001年には「ゴルフパートナー」、2002年には「プレビボウル」を設立。2008年11月には本格的なシネマコンプレックス＆アミューズメントの「プレビ劇場ISESAKI」を開店。2011年7月には、プレビララスクエア四日市店（現在のプレビトナリエ四日市店）内に室内遊園地「ママスマイル」をオープンさせた。
「ジョイカム」「ジャンボリー」「プレイランド」「プレビ劇場」「こころっこ」の名称は店舗が閉店もしくは店名を変更したためほとんど廃止されている。2020年現在では､「アミューズメントPLABI」「プレビ」「南ASOBI諸島」等の屋号で店舗展開をしている。
ゲームセンターの運営以外では、ゴルフパートナー事業やカーブス事業等のスポーツ事業、屋内遊園地「ママスマイル」の運営、AM事業用システム開発・販売・監修などを行っている。

## 沿革
- 1965年9月 - 創業
- 1973年4月 - 本社新設後移転。「ジョイカム日立店」オープン
- 1988年5月 - 株式会社しまむらと同社の店舗内に設置する当社のアミューズメント施設の運営に関する契約を締結。
- 1991年10月 - 茨城県日立市幸町のイトーヨーカドー日立店に「こころっこ日立店」を開設し、ビデオシアター「シネフェスタ」（2スクリーン）を併設。
- 1992年12月 - 茨城県那珂郡那珂町（現茨城県那珂市）に「プレビジョイカム那珂店」を開設。
- 1993年4月 - 中外音楽産業株式会社を吸収合併し、イベント事業部を設置。商号を「中外アソシエーツ」より「プレビ株式会社」に変更。
- 1994年
  - 5月 - 茨城県多賀郡十王町友部（現茨城県日立市）に物流センター「ロジード」開設。
  - 7月 -「プレビジョイカム銚子店」オープン
- 1995年7月 - 「プレビタイム高萩店」オープン
- 1998年7月 - 「プレビジョイカム水戸50号バイパス店」オープン
- 1999年3月 - 「プレビ ジョイカム古川店」オープン（2015年6月21日閉店）
- 2000年4月 - 「ゴルフパートナー日立北店」、「プレビジョイカム仙台中山店」オープン（仙台中山店は2013年8月31日に閉店）
- 2001年
  - 8月 - 「ゴルフパートナー那珂店」オープン
  - 11月 - 「ロジード」を「技術・物流センター」に名称変更。
- 2002年12月 - 「ローズボール」リニューアル後、「プレビボウル」に名称変更。
- 2004年
  - 3月 - 「プレビジョイカム新庄店」オープン（2018年8月26日閉店）
  - 11月 - 「四日市アミューズメントパーク店」オープン（現：プレビ トナリエ四日市店）
- 2005年
  - 3月 - 東京都千代田区に「東京オフィス」を開設。
  - 9月 - 「ジャンボリー毛呂店」オープン
  - 12月 - 「こころっこ北本店」オープン（現：プレビ北本店）
- 2006年
  - 3月 - 「こころっこ君津店」オープン（2016年末閉店）
  - 10月 - 「こころっこ青春店」「こころっこ葛西店」オープン(両店ともに閉店済み)
  - 11月 - 埼玉県川口市に「川口事務所」を開設。
- 2007年
  - 4月 - 「ロジード」を茨城県笠間市に移設し、「プレビプラットフォーム」に名称変更。
  - 10月 - 「東京オフィス」と「川口事務所」を東京都北区に移設し「東京営業本部」に名称変更。
- 2008年11月 - 「プレビ劇場ISESAKI」、「こころっこ高崎店」オープン（プレビ劇場の映画館は2019年1月27日閉店、AMは同年9月30日閉店）
- 2009年11月 - 「東京営業本部」を東京都豊島区に移設し、 「東京オフィス」に名称変更。
- 2010年10月 - 「株式会社プレビスポーツ」開設。
- 2011年6月～11月 - 「成都普楽必遊楽有限公司」設立 。「ママスマイル四日市店」(2020年7月閉店)、「ママスマイル成都高新店」オープン
- 2019年
  - 1月 - 「プレビ劇場ISESAKI」のシネマゾーンが閉館。これにより、プレビが運営するシネマコンプレックス（映画館）は一時的に消滅[2]。
  - 9月 - 「プレビ劇場ISEZAKI」完全閉店(アミューズメントゾーン)。「アミューズメントPLABI オーパ水戸」開店。
- 2020年
  - 3月 - 「プレビ劇場ISESAKI」以来のシネマコンプレックス、「シネマサンライズ」開店。(アミューズメントPLABI シーマークスクエア店と同時出店)
  - 7月 
    - 資本金を5000万円に減資[7]。
    - 「アミューズメントPLABIジョイフル千葉ニュータウン店」開店。
- 2022年
  - 9月25日 - 台風15号が静岡県内に直撃。「PLABI バロー清水高橋店（閉店）」が洪水被害に遭い、長期的な休業に。 地下にテナントとして入っていたため、マシンのほとんどが膝の高さ程度まで浸かり、ほとんどが廃棄処理となった。
- 2024年
  - 2月1日 - 株式会社GENDA GiGO Entertainmentがプレビ株式会社が発行している株式のうち82.45%を取得し子会社化した。梶前社⾧が退き、新たに二宮一浩が新社長に就任した。
  - 4月26日 - 株式の追加取得に伴い、GENDA GiGO Entertainmentの完全子会社となる[3]。
  - 6月1日 - GENDA GiGO Entertainmentに吸収合併され、プレビは解散[4][5]。

## 運営している映画館
- シネマサンライズ(茨城県日立市・SEA MARK SQUARE1階、2020年3月19日 - [8])

| スクリーン | 座席数 | 車椅子席 | 音響 |
| ---------- | ------ | -------- | ---- |
| 1          | 352    | 2        | 不明 |

## 運営していた映画館
- 日立シネフェスタ（茨城県日立市・イトーヨーカドー日立店5階、1991年10月30日 - 2006年2月[12]）
- プレビ劇場ISESAKI（群馬県伊勢崎市・スマーク伊勢崎3階、2008年11月20日[13] - 2019年1月27日[2]）

| スクリーン | 座席数 | 車椅子席 | 音響          |
| ---------- | ------ | -------- | ------------- |
| 1          | 398    | 2        | デジタル6.1ch |
| 2          | 246    | 2        | デジタル6.1ch |
| 3          | 104    | 2        | デジタル5.1ch |
| 4          | 117    | 2        | デジタル5.1ch |
| 5          | 210    | 2        | デジタル6.1ch |
| 6          | 116    | 2        | デジタル5.1ch |
| 7          | 111    | 2        | デジタル5.1ch |
| 8          | 128    | 2        | デジタル5.1ch |
| 9          | 128    | 2        | デジタル5.1ch |
| 10         | 111    | 2        | デジタル5.1ch |